# Matienzo (Cantabria)
Matienzo es una localidad del municipio de Ruesga en la parte oriental de la comunidad autónoma de Cantabria, en la comarca del Alto Asón (España). En el año 2008 la localidad contaba con una población de 193 habitantes (INE). Sus habitantes se distribuyen entre las 198 viviendas repartidas por los barrios de Ozana, Alsedo, Cubillas, Camino, la Secada, la Cubía,  Cueto, La Vega, Seldesuto, Busmartin, Cubija, las Bernillas y Carrales. Matienzo se encuentra a 189 metros de altitud y a 8 kilómetros de la capital municipal, Riva. En Matienzo se localiza un importante valle kárstico o poljé, declarado Punto de Interés Geológico. Son numerosos los hallazgos arqueológicos identificados en cavidades localizadas en este lugar. Entre los yacimientos destacados se cuentan las cuevas de El Patatal, Cofresnedo y Los Emboscados, declarados Bien de Interés Cultural en el año 1997. Matienzo está a una distancia de 46 kilómetros de Santander.

## Geografía
Rodeado de montañas y a 189 metros sobre el nivel del mar, protegido por los puertos de Fuente la Varas (450 metros) al norte y Cruz Uzano (360 metros) al sur, encontramos el valle sobre el que se asienta Matienzo. 
En Matienzo se puede contemplar uno de los paisajes más interesantes de Cantabria desde el punto de vista geológico: el poljé de Matienzo. Se trata de una gran depresión de superficie plana de más de 1 kilómetro de ancho (casi 500 metros hacia el sur), por 2 kilómetros de largo. Tiene tres ramas principales: Ozana (con el sistema más complejo de cuevas), La Vega y La Secada , las cuales están limitadas por paredes escarpadas, relacionadas con fallas normales, a manera de cubetas, en cuyo fondo se produce la acumulación de arcillas de descalcificación. Incluido en el inventario nacional de puntos de interés geológico del Instituto Español de Geología y Mineralogía, está constituido por tierras de descalcificación rica en minerales, que es producto de la disolución del sustrato formado por calizas del Aptiense (Cretácico). 
En la depresión de Matienzo existen importantes manantiales que dan lugar a arroyos de escaso recorrido, ya que desaparecen en sumideros, lo que da una idea de la importancia de la red de conductos subterráneos que existen en las rocas calizas de sustrato. Por ejemplo el río Clarín nace de la cueva Comediante, desaparece en la cueva El Molino y reaparece en la Cuevona.

## Demografía, administración y política
En el año 2008 la localidad contaba con una población de 293 habitantes (INE). Sus habitantes se distribuyen entre las 198 viviendas repartidas por los barrios de Ozana, Alsedo, Cubillas, Camino, la Secada, la Vega y Carrales.
El presidente de la Junta Vecinal de Matienzo esta D. José Alfredo Firpo Gutiérrez Mera (PSOE).

## Fiestas
Las fiestas de esta localidad se celebran el 11 de noviembre, San Martín. También se conmemora el día de Nuestra Señora del Rosario (primer domingo de octubre). Anteriormente se bailaban jotas montañesas al son del pito y del tambor, tras haber asistido a las celebraciones religiosas y la tradicional partida de pasabolo-tablón en la bolera a la sombra de robles centenarios.

## Personajes ilustres
- García de Cubillas (1484-1559), maestro cantero.
- Bartolomé de Cubillas, maestro cantero
- Diego de Cubillas (1538-1575), maestro cantero.
- Juan de Cubillas , maestro cantero.
- Juan de Matienzo, maestro cantero.
- Lope de Matienzo, maestro cantero.
- Hernando de Matienzo, maestro cantero.
- Diego de Matienzo (antes del año 1571 - 1592), maestro cantero.
- Hernan Gómez de la Secada, militar al servicio de Juan II de Castilla.
- Doña Mariana de la Secada
- Pedro Ignacio de la Secada y Río
- Don Lorenzo de la Secada
- Manuel del Río Matienzo
- Gonzalo Aja, ciclista.